# Stenoporpia pulmonaria
Stenoporpia pulmonaria là một loài bướm đêm trong họ Geometridae.